# Kentrika Tzoumerka
Kentrika Tzoumerka (in greco Κεντρικά Τζουμέρκα?) è un comune della Grecia situato nella periferia dell'Epiro (unità periferica di Arta) con 6 178 abitanti secondo i dati del censimento 2011.
È stato istituito a seguito della riforma amministrativa detta piano Callicrate in vigore dal gennaio 2011 che ha abolito le prefetture e accorpato numerosi comuni.